# Dicranodontium capillifolium
Dicranodontium capillifolium là một loài Rêu trong họ Dicranaceae. Loài này được (Dixon) Takaki mô tả khoa học đầu tiên năm 1968.